# Glycinde wireni
Glycinde wireni är en ringmaskart som beskrevs av Arwidsson 1899. Glycinde wireni ingår i släktet Glycinde och familjen Goniadidae. Inga underarter finns listade i Catalogue of Life.